# Frédéric de Prusse (1794-1863)
Pour les articles homonymes, voir Frédéric de Prusse.
Le Prince Frédéric-Guillaume-Louis de Prusse (30 octobre 1794 – 27 juillet 1863), connu en anglais comme Frédéric, est un prince de Prusse, général de la cavalerie royale, et commandant de division.

## La famille
Né à Berlin, Frédéric est le fils de Louis-Charles de Prusse et de la duchesse Frédérique de Mecklembourg-Strelitz, plus tard, reine de Hanovre, le neveu du Roi Frédéric-Guillaume III de Prusse et beau-fils du roi Ernest-Auguste Ier.
La princesse Charlotte de Galles est intéressée par Frédéric en 1814 et espère se marier avec lui. Le couple s'est rencontré plusieurs fois. Cependant, le prince s'est fiancé à la fille d'Alexis-Frédéric-Christian d'Anhalt-Bernbourg, la princesse Wilhelmine-Louise d'Anhalt-Bernbourg, qu'il épouse le 21 novembre 1817 à Ballenstedt. Le couple a deux fils:
- Alexandre de Prusse (1820-1896), un officier de l'armée
- Georges de Prusse (1826-1902), un officier de l'armée, poète et dramaturge

Bien que leurs deux fils vivent jusqu'à un âge avancé, ils ne se sont pas mariés et n'ont pas eu d'enfants.

## La vie à Düsseldorf
De 1815 jusqu'à sa mort, le prince sert en tant que commandant du 1er régiment de cuirassiers. Il réside dans un palais dans la Wilhelmstrasse jusqu'en 1821 ; quand il devient commandant de la 20e Division à Düsseldorf, il déménage au château de Jägerhof. Il construit deux ailes au cours de son séjour dans le château. Celui-ci devient bientôt le centre de la vie sociale et culturelle de la ville, comme le prince et la princesse sont tous deux intéressés par l'art et le talent des artistes eux-mêmes. Il est parmi les fondateurs du club de théâtre et de musique et en est le patron.
À l'instar de son cousin, le Roi Frédéric-Guillaume IV de Prusse, Frédéric montre de l'intérêt pour le Moyen Âge et les châteaux de la province de Rhénanie. Il acquiert le château de Fatzberg, en fait sa résidence d'été et le nomme Château de Rheinstein.

## Dernières années à Berlin
Il est rappelé à Berlin pendant les Révolutions de 1848. Sa popularité à Düsseldorf est telle qu'il est nommé le premier citoyen d'honneur de la ville en 1856. Frédéric s'est séparé de sa femme l'année précédente, en raison de sa maladie chronique nerveuse. Elle vit à Eller près de Düsseldorf, où il lui rend visite à leur anniversaire.
Frédéric, sa femme et son jeune fils sont enterrés dans une chapelle qu'il a construit au Château de Rheinstein.
La ville de Fredericksburg (Texas), aussi connu comme Fritzburg, est nommé d'après Frédéric par le fondateur de la ville de baron John O. Meusebach.